# Isonychus lindemannae
Isonychus lindemannae är en skalbaggsart som beskrevs av Frey 1974. Isonychus lindemannae ingår i släktet Isonychus och familjen Melolonthidae. Inga underarter finns listade i Catalogue of Life.